# Processus jugulaire
Le processus jugulaire (ou apophyse jugulaire) est une saillie osseuse située sur le bord latéral de la partie latérale de l'os occipital latéralement à la moitié postérieure du condyle occipital.
Il est creusé à l'avant par l'incisure jugulaire de l'occipital, qui forme le bord postérieur du foramen jugulaire.
Son côté latéral et son côté médian sont séparés par le processus intra-jugulaire de l'os occipital.
Il s'articule avec la facette jugulaire de l'os temporal.
Sa face inférieure est le point d'insertion du muscle droit latéral de la tête